# Landry (Nevers)
Landry (Landerich) († 11. Mai 1028) war ein Graf von Nevers. Er war ein Sohn des Burgherrn Bodo von Monceaux.
Landry heiratete um 989 Mathilde († 1005), Tochter des Grafen Otto Wilhelm von Burgund, die von ihrem Vater mit der Grafschaft Nevers als Mitgift ausgestattet wurde. Nach dem Tod Herzog Heinrichs von Burgund 1002 unterstützte er seinen Schwiegervater im Kampf um die Herrschaft im Herzogtum Burgund gegen König Robert II. den Frommen. Dabei übernahm er die Verteidigung von Auxerre, das 1005 von einem großen königlichen Heer eingeschlossen wurde. Landry musste sich ergeben, wurde aber begnadigt. Der König beabsichtigte ihn auf seine Seite zu ziehen und bot eine seiner Töchter zur Ehe mit Landrys Sohn, Rainald, an. Der Prinzessin sollte dabei die Grafschaft Auxerre in die Ehe gegeben werden.
Aus seiner Ehe mit Mathilde von Burgund hatte Landry mehrere Söhne, darunter:
- Rainald I. († 29. Mai 1040), Graf von Nevers und Auxerre
- Bodo († um 1023), Graf von Vendôme

## Quelle
- Ex origine et historia brevi Nivernensium Comitum, in: Recueil des Historiens des Gaules et de la France 10 (1874), S. 258–259

| Vorgänger                | Amt                      | Nachfolger |
| ------------------------ | ------------------------ | ---------- |
| Otto Wilhelm von Burgund | Graf von Nevers 989–1028 | Rainald I. |

| Personendaten    | Personendaten   |
| ---------------- | --------------- |
| NAME             | Landry          |
| ALTERNATIVNAMEN  | Landerich       |
| KURZBESCHREIBUNG | Graf von Nevers |
| GEBURTSDATUM     | 10. Jahrhundert |
| STERBEDATUM      | 11. Mai 1028    |